# American Home Mortgage
American Home Mortgage – przed ogłoszeniem upadłości dziesiąta co do wielkości instytucja w USA, która udzielała kredytów hipotecznych (głównie specjalnych kredytów subprime) działająca w formie Real Estate Investment Trust. 31 lipca 2007 oznajmiła, że nie posiada już funduszy na udzielanie nowych kredytów.